# Fumus persecutionis
La locuzione latina fumus persecutionis (in italiano: «parvenza/sospetto di persecuzione») è un'espressione giuridica, con cui si indica che le azioni compiute da un soggetto giuridico non sembrano dettate da applicazione della legge o ricerca della verità, ma dall'intenzione di nuocere a una precisa persona o altro soggetto. 
Questa locuzione, ricalcata su fumus boni iuris, è stata spesso utilizzata in sede di immunità parlamentare: lo è stato, dalle Camere del Parlamento italiano, come motivazione per negare l'autorizzazione a procedere nei confronti di numerosi politici italiani, a partire dagli anni novanta (Tangentopoli), sulla base dell'ipotesi che la magistratura fosse intenzionata ad abusare delle proprie prerogative (arresti, perquisizioni, intercettazioni).
L'utilizzo fattone dal Parlamento è sconfinato molto spesso nell'abuso: il sospetto di persecuzione è stato opposto con tale frequenza come motivazione fino a giungere a ravvisare intenti persecutori in qualsiasi atto di indagine nei confronti di un politico, finanche nella mera proposizione dell'iniziativa investigativa, il che lo ha fatto apparire come frutto di una "tendenza ad ammantare di giuridichese una decisione che è tutta politica".
Ecco perché, in una serie di relazioni delle Giunte ed in dottrina, si è argomentato il superamento di questo criterio, in quanto sorto per l'autorizzazione a procedere e cessato con la sua fine nel 1993. Eppure la spaccatura intorno alla natura del fumus si è ripresentata di recente, quando la definizione è stata riproposta ed ha ricevuto l'avallo del Presidente del consiglio dei ministri.